# 巴列德奥卡
巴列德奥卡，是西班牙卡斯蒂利亚-莱昂布尔戈斯省的一个市镇。总面积39平方公里，总人口226人（2001年），人口密度6人/平方公里。